# 圆基木藜芦
圆基木藜芦（学名：Leucothoe tonkinensis）为杜鹃花科木藜芦属下的一个种。种加名 tonkinensis 意为越南“东京的”。